# Батиаль
Батиаль, батиальная зона (от др.-греч. βαθύς, bathýs — глубокий) — экологическая глубоководная зона дна Мирового океана, расположенная между прибрежной сублиторалью (мелководной зоной) и абиссалью — глубоководной зоной ложа океана. Находится главным образом в пределах материкового склона и в свою очередь принадлежит к афотической зоне океана.
Термин употребляется в гидробиологии, океанологии, морской биологии и ихтиологии для названия зоны обитания организмов, предпочитающих глубины океана в пределах 200—3000 м.

## Условия
- Значительное давление (до 25 МН/м² или 250 кгс/см²).
- Почти полное отсутствие света.
- Малые сезонные температурные колебания.
- Малые сезонные колебания плотности воды.
- Подвижность вод — относительно слабая, но значительно большая, чем в абиссали.
- Рельеф дна — расчленённый.
- На дне — несплошной покров осадков и имеются многочисленные выходы коренных пород.
- В животном мире наблюдается заметное разнообразие, а в нижней батиали много видов рыб, переходных к абиссальным формам.
- Растительность весьма бедна из-за недостатка света.